# Enäjärvi (sjö i Kymmenedalen)
Enäjärvi är en sjö i Finland. Den ligger i kommunen Kouvola i landskapet Kymmenedalen, i den södra delen av landet, 140 km nordost om huvudstaden Helsingfors. Enäjärvi ligger 52 meter över havet. I omgivningarna runt Enäjärvi växer i huvudsak barrskog. Arean är 1,68 kvadratkilometer och strandlinjen är 10,26 kilometer lång. Sjön  ingår i Summajokis huvudavrinningsområde. 